# Force of Execution
Pour plus de détails, voir Fiche technique et Distribution.
Force of Execution est un film américain réalisé par Keoni Waxman, sorti en 2013.

## Synopsis
Un baron du crime hésite à changer de vie alors qu'une nouvelle figure tente de prendre le contrôle de la ville.

## Fiche technique
- Titre : Force of Execution
- Réalisation : Keoni Waxman
- Scénario : Richard Beattie et Michael Black
- Musique : Michael Richard Plowman
- Photographie : Nathan Wilson
- Montage : Trevor Mirosh
- Production : Nicolas Chartier, Phillip B. Goldfine et Steven Seagal
- Société de production : Voltage Pictures (en)
- Pays :  États-Unis
- Genre : Action et film de gangsters
- Durée : 99 minutes
- Dates de sortie : 
  - États-Unis : 17 décembre 2013

## Distribution
- Steven Seagal : Alexander Coates
- Ving Rhames : Ice Man
- Danny Trejo : Oso
- Bren Foster : Hurst
- Jenny Gabrielle : Karen
- Marlon Lewis : Dante
- Gillie Da Kid : Clay
- David House : Dre
- Big U. Henley : Lathrell
- Andy Brooks : Monty D
- Jermaine Washington : Truck
- Cajardo Lindsey : Benny
- Ivan G'Vera : Constantine
- J.D. Garfield : Cesare
- Noel Gugliemi : Salvator
- Rio Alexander : Manny
- Dylan Kenin : Sasha
- Johnnie Hector : Romero

## Distinctions
Le film a remporté le Leo Award de la meilleure coordination des cascades pour un long métrage.